# Sonneborn (Gudensberg)
Der Sonneborn ist eine heute in Naturstein gefasste Quelle nahe der Kernstadt von Gudensberg im nordhessischen Schwalm-Eder-Kreis. 

## Geographische Lage

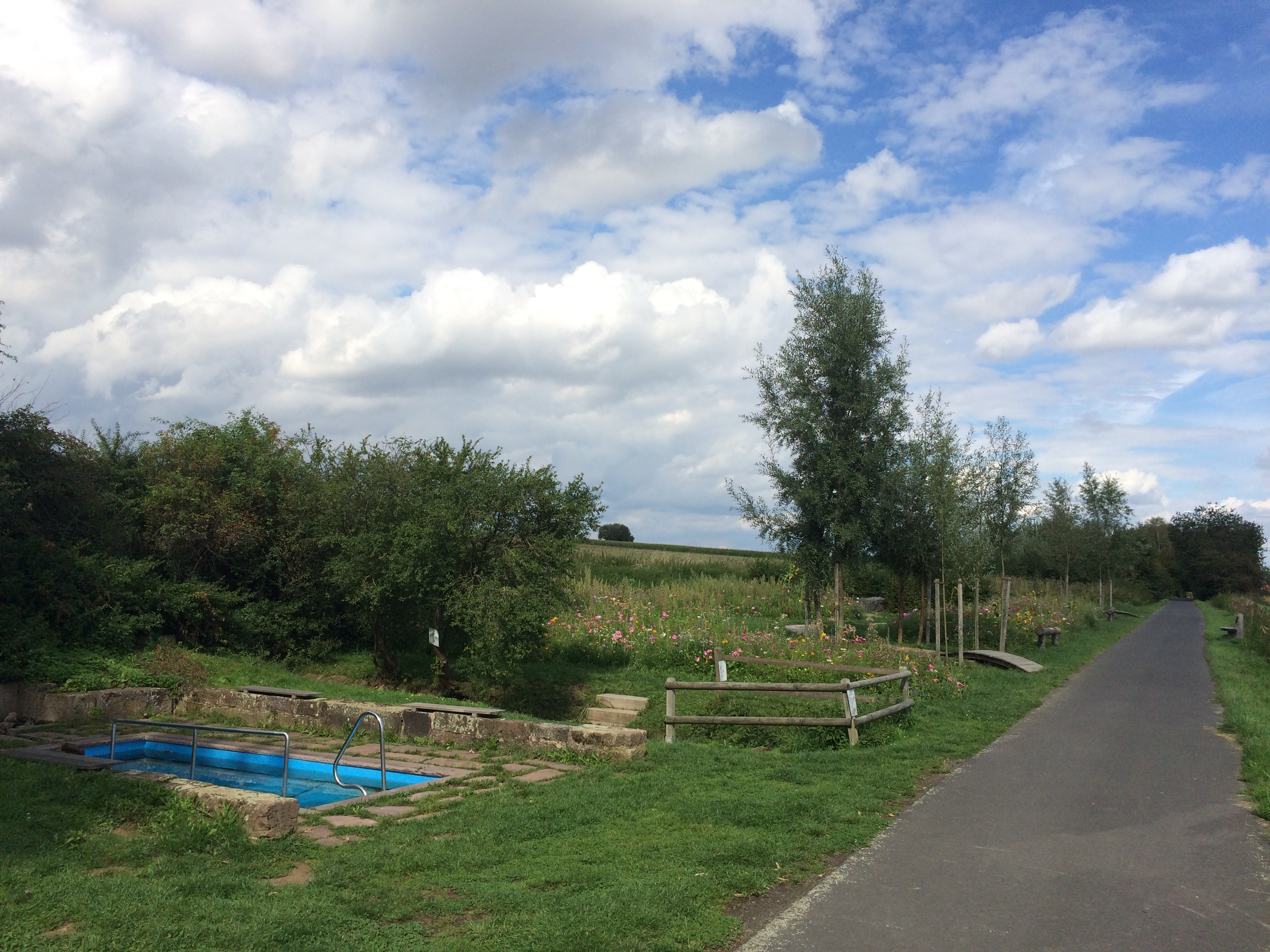
Rastplatz am Sonneborn

Die Quelle liegt zwischen der Gudensberger Kernstadt und dem Stadtteil Dissen, rund 500 m südsüdöstlich des Scharfensteins und etwa 1,15 km nordnordöstlich des Lamsbergs in einer Acker- und Wiesenlandschaft auf zirka 222 m ü. NHN. Sie entspringt einer Erdverwerfung und schüttet täglich etwa 60.000 Liter Wasser aus, die zunächst für eine Kneippsche Wassertretanlage genutzt werden. Das Wasser fließt dann als kleiner Bach in überwiegend östlicher Richtung und mündet nach etwa 1,3 km südlich von Dissen auf rund 183 m Höhe in den Eder-Zufluss Sommerbach (Lage), der weiter nordöstlich bei Haldorf in die Eder mündet.

## Geschichte
Die erste urkundliche Erwähnung der Quelle, die ursprünglich östlich des Bußbalgs, einer kleinen, 253 m hohen Basaltkuppe südlich des Scharfensteins, entsprang, stammt aus dem Jahr 1495 als Soenborn. Sie war Wasserspender für die im Mittelalter wüst gefallenen Siedlungen Unseligendissen und Mitteldissen. Später lieferte sie auch Wasser für die Dampflokomotiven der 1899 eröffneten und 1979 endgültig eingestellten Grifte–Gudensberger Kleinbahn, die an der Quelle vorbeiführte. Die Trasse der in den frühen 1980er Jahren abgebauten Schienen wird heute als Wander- und Radfahrweg genutzt, der von Gudensberg nach Grifte verläuft.
Die Quelle selbst wurde 1975/76 beim Bau der Bundesautobahn 49 in einen gedeckten Schacht geleitet, dann aber 1984 wieder freigelegt und an die heutige Stelle geführt, wo ein Rastplatz mit Schutzhütte und ein vom Quellwasser gespeistes Wassertretbecken eingerichtet wurden. Dort gibt es Ruhebänke und seit 2008 auch einen Barfußpfad.